# 柳贯
柳贯（1270年—1342年），字道传。婺州浦江（今属浙江）人。元代文学家。

## 生平
自幼好学不倦，随父柳金游高邮，拾金不昧。曾任江山教谕，儒林四傑之一。至正二年（1342年）起为翰林待制兼国史院编修官，在官七月而卒。弟子宋濂稱他“自礼乐、兵刑、阴阳、律历、田乘、地志、字学、祖谱及老佛家书莫不通贯”，並編成《柳待制文集》二十卷。

## 延伸阅读
[在维基数据编辑]
 《新元史/卷237》，出自柯劭忞《新元史》